# Pangonius fulvipes
Pangonius fulvipes är en tvåvingeart som först beskrevs av Friedrich Hermann Loew 1859.  Pangonius fulvipes ingår i släktet Pangonius och familjen bromsar. Inga underarter finns listade i Catalogue of Life.